# Уотерс, Гарри (младший)
Га́рри Танни Уо́терс — мла́дший (англ. Harry Tunney Waters Jr; 13 апреля 1953, Талса) — американский актёр, певец и театральный режиссёр, наиболее известен по роли кузена Чака Берри в серии фильмов «Назад в будущее». Его кавер-версии песен «Earth Angel» и «Night Train» вошли в «золотой диск» Back to the Future: Music from the Motion Picture Soundtrack.

## Биография
Родился в Талса, штат Оклахома и вырос в городе Денвер. После окончания Принстонского университета получил степень магистра режиссуры в Висконсинском университете в Мадисоне. Выступал на Бродвее в Нью-Йорке и других театральных сценах. В 1985 году стал известен после роли вымышленного кузена Чака Берри в фильме «Назад в будущее».
В 1991 году дебютировал пьесе «Ангелы в Америке» в роли Белиза. В детском телесериале «Приключение в Стране чудес» сыграл роль Труляля. Преподавал актёрское мастерство в художественных академиях. Ныне преподает в колледже Макалестера.

## Фильмография
| Год       |    | Русское название       | Оригинальное название      | Роль               |
| --------- | -- | ---------------------- | -------------------------- | ------------------ |
| 1982      | тф | Горячая линия          | Hotline                    | Рик Эрнандес       |
| 1983      | с  | Лаверна и Ширли        | Laverne & Shirley          | Ламар              |
| 1983      | с  | Кегни и Лейси          | Cagney & Lacey             | Джимми             |
| 1984—1985 | с  | Охотник Джон           | Trapper John, M.D.         | Лэндис             |
| 1985      | ф  | Назад в будущее        | Back to the Future         | Марвин Берри       |
| 1985      | с  | Мэтт Хьюстон           | Matt Houston               | охранник           |
| 1986      | тф | Новости в 11:00        | News at Eleven             | помощник режиссёра |
| 1986—1987 | с  |                        | What a Country             | Роберт Мубото      |
| 1986—1989 | с  | 227                    | 227                        | полицейский        |
| 1988      | с  | Что происходит сейчас! | What's Happening Now!!     | Джерри             |
| 1989      | ф  | Назад в будущее 2      | Back to the Future Part II | Марвин Берри       |
| 1989      | с  | Амен                   | Amen                       | режиссёр           |
| 1990      | ф  | Ордер на смерть        | Death Warrant              | Джерси             |
| 1992—1994 | с  | Алиса в стране чудес   | Adventures in Wonderland   | Труляля            |
| 1996      | ф  | Большие парни          | Big Bully                  | Алан               |
| 1997      | ф  | Жизнь парней 2         | Boys Life 2                | Тони               |